# Marie Lavigne
Pour les articles homonymes, voir Marie Lavigne (homonymie).
Marie Lavigne, née Marie-Louise Behr le 12 juin 1935 à Strasbourg, est une économiste française. Ses premiers travaux sont récompensés de la médaille d'argent du CNRS et elle est dans la suite de sa carrière universitaire reconnue comme une autorité internationale dans le domaine de l'économie des pays socialistes.

## Biographie
Marie Lavigne est née le 12 juin 1935 à Strasbourg de Georges Behr, expert mobilier et Natalie Kolomitseff, réfugiée politique russe. Elle étudie au lycée de Strasbourg, puis à la Faculté de droit et des lettres de Strasbourg où elle en sort docteure en économie (1960) et diplômée d'études supérieures de russe (1956). Cette thèse lui vaut la médaille d'argent du CNRS : 

« Dans sa thèse, Mme Lavigne s'est attachée à étudier la rationalité interne d'un système planifié dans la répartition des investissements et la gestion des fonds investis. Il s'agit là d'un problème fondamental, tant du point de vue de la théorie économique générale, que pour l'appréciation concrète des mécanismes de la planification. L'ouvrage retrace les controverses récentes des économistes soviétiques à propos de la théorie marxiste de la valeur, analyse leurs implications pour la formation des prix et le calcul des coûts, et expose enfin de quelle manière la gestion du capital obéit en URSS à des considérations de coûte et de rentabilité. ».

Le CNRS récompense également le dépouillement systématique des revues économiques et financières soviétiques.
Marie Lavigne poursuit en tant que maître-assistante à Strasbourg jusqu'en 1969, avant de rejoindre l'université de Paris. Elle devient professeure à l'université de Paris XII en 1973. De 1974 à 1990, elle est professeure à l'université Paris I. Puis elle rejoint l'université de Pau et des pays de l'Adour en 1991 où elle termine sa carrière universitaire professeure émérite des universités en sciences économiques. Elle fait valoir ses droits à la retraite le 1er septembre 1996.
De 1974 à 1989, elle dirige le Centre d’Économie Internationale des Pays Socialistes (CEIPS) qui est le principal centre de recherche en économie en France sur le thème des économies planifiées centralisées. Elle est l'auteure de nombreux ouvrages et articles sur le sujet faisant d'elle une autorité mondialement reconnue,,,,.
Elle collabore régulièrement au Monde diplomatique.
Marie Lavigne est décorée à plusieurs reprises durant sa carrière universitaire. Tout d'abord par le CNRS peu de temps après être devenue docteure (médaille d'argent). En 1985, elle est faite chevalière de la Légion d'honneur. Puis promue officière l'année de son départ à la retraite. En 2000, elle est faite commandeure de l'ordre national du Mérite. Enfin, en 2015, elles est promue commandeure de la Légion d'honneur des mains du chef de l’État en compagnie de sa fille, Anne Lavigne, faite chevalière.

### Vie privée
Elle épouse le chercheur Pierre Lavigne (1922-2022) le 28 juillet 1956. Le couple a deux enfants : André Lavigne et l'économiste Anne Lavigne (1961-),.

## Distinctions
- Médaille d'argent du CNRS (1963)[1],[3].
- Chevalière de la Légion d'honneur (1985)[19],[15].
- Officière de la Légion d'honneur (1996)[5],[16].
- Commandeure de l'ordre national du Mérite (2000)[20],[17].
- Commandeure de la Légion d'honneur (2015)[5],[21],[2].

## Publications

### Ouvrages
- Marie Lavigne, Le capital dans l'économie soviétique, Société d'édition d'enseignement supérieur, 1961, 352 p.[22],[23]
- Henri Denis et Marie Lavigne, Le problème des prix en Union Soviétique, Cujas, 1965, 254 p. (ISBN 978-2-254-65715-5)[24]
- Marie Lavigne, Les Économies socialistes soviétique et européennes, Armand Colin, 1970, 511 p. (ISBN 978-2-200-31120-9)[25]
- Marie Lavigne, Le Programme du Comecon et l'intégration socialiste, Cujas, 1973, 389 p. (ISBN 978-2-254-74721-4)[26]
- Marie Lavigne, Économie politique de la planification en système socialiste, Economica, 1978, 328 p. (ISBN 978-2-717-80109-5)[27]
- Marie Lavigne et Jean-Louis Guglielmi, Unités et monnaies de compte : Travaux du Colloque international, Economica, 1978, 142 p. (ISBN 9782717801224)
- Pierre Lavigne et Marie Lavigne, Regards sur la Constitution soviétique de 1977, Economica, 1979, 163 p. (ISBN 978-2-717-80162-0)[28]
- Marie Lavigne, Les relations économiques Est-Ouest, PUF, 1979, 304 p. (ISBN 978-2-130-36079-7)[29]
- Marie Lavigne, Stratégies des pays socialistes dans l'échange international, Economica, 1980, 333 p. (ISBN 978-2-717-80295-5)
- Marie Lavigne, Travail et monnaie en système socialiste, Economica, 1981, 310 p. (ISBN 978-2-717-80333-4)
- Marie Lavigne et Anita Tiraspolsky, L'U.R.S.S. : une économie socialiste, Hatier, coll. « Profil », 1981, 80 p. (ISBN 978-2-218-04909-5)
- Marie Lavigne, Économie internationale des pays socialistes, Armand Collin, 1985, 255 p. (ISBN 978-2-200-31212-1)[30]
- Marie Lavigne et Wladimir Andreff, La Réalité socialiste : crise, adaptation, progrès, Economica, 1985, 229 p. (ISBN 978-2-717-80932-9)[31]
- Basile Kerblay et Marie Lavigne, Les Soviétiques des années 80, Armand Colin, 1985, 215 p. (ISBN 978-2-200-37088-6)[32]
- Marie Lavigne (dir.), Les Relations Est-Sud dans l'économie mondiale, Economica, 1986, 351 p. (ISBN 978-2-717-81105-6)[33]
- Marie Lavigne, L'URSS en transition, un nouveau marché, Centre français du commerce extérieur, 1990, 231 p. (ISBN 978-2-279-61698-4)
- (en) Marie Lavigne (trad. David Lambert), International political economy and socialism, Cambridge University Press, 1991, 411 p. (ISBN 978-0-521-33427-3)[34]
- Marie Lavigne, L'Europe de l'Est : du plan au marché, Liris, 1992, 191 p. (ISBN 978-2-909-42003-5)
- (en) Marie Lavigne, The Soviet Union and Eastern Europe in the global economy, 1992, 240 p. (ISBN 978-0-521-41417-3)
- Marie Lavigne (dir.), Capitalismes à l'Est, Economica, 1994, 386 p. (ISBN 978-2-717-82645-6)[35]
- (en) Marie Lavigne, The economics of transition : From Socialist Economy to Market Economy, Palgrave Macmillan, 1995 (ISBN 978-0-312-12720-6, DOI https://doi.org/10.1007/978-1-349-24137-8, lire en ligne )
- Marie Lavigne, Almanac(h), Presses de la société atlantique d’impression, 1997, 350 p.
- Marie Lavigne, Économie du Vietnam : Réforme, ouverture et développement, L'Harmattan, 1999, 192 p. (ISBN 978-2-738-48338-6)

### Articles
Voici une sélection d'articles de Marie Lavigne :
- (en) Marie Lavigne, « The problem of the multinational state enterprise », The ACES bulletin, vol. 17, no 1,‎ 1975
- (en) Marie Lavigne, « Economic reforms in Eastern Europe: ten years after », Economic Development in Soviet Union and Eastern Europe,‎ 1975
- (en) Marie Lavigne, « The creation of money by the State Bank of the USSR », Economy and Society, vol. 7, no 1,‎ 1978 (DOI https://doi.org/10.1080/03085146900000001)
- (en) Marie Lavigne, « The international monetary fund and the Soviet Union », Internationale Wirtschaftsvergleiche und Interdependenzen,‎ 1978, p. 367–382
- (en) Marie Lavigne, « The Soviet Union inside Comecon », Soviet Studies, vol. 2, no 35,‎ 1983, p. 135-153 (lire en ligne )